# Прапор Руської Лозової
Пра́пор Ру́ської Лозово́ї — один з офіційних символів села Руська Лозова, Дергачівський район Харківської області, затверджений 24 травня 2011 р. рішенням IX сесії Русько-Лозівської сільської ради VI скликання.

## Опис
Прямокутний малиновий стяг із співвідношенням сторін 2:3, у центрі якого герб села.